# Kuni (woreda)
Pour les articles homonymes, voir Kuni.
Kuni est un woreda de la région Oromia, en Éthiopie.
Le woreda compte 158 282 habitants en 2007.

## Géographie
Situé dans la zone Mirab Hararghe (Ouest Hararghe) de la région Oromia, Kuni est le woreda rural qui entoure Bedessa, et s'étend vers le sud-est jusqu'à la zone Misraq Hararghe.
| Guba Koricha | Chiro Zuria | Gemechis (en)                              |
| Habro        | Kuni        | Malka Balo Gola Oda (en) (Misraq Hararghe) |
|              | Boke        |                                            |

La route Chiro-Mechara dessert Bedessa et le nord du woreda.
La rivière Galetti borde le woreda à l'est et le sépare de la zone Misraq Hararghe.
Le khat et le café sont cultivés dans le woreda.

## Histoire
Kuni fait partie des woredas choisis en 2006, par le ministère de l'Agrigulture et du Développement rural du gouvernement éthiopien, comme lieux de réinstallation de foyers ruraux venant de zones surpeuplées[réf. souhaitée].

## Démographie
D'après le recensement national de 2007 réalisé par l'Agence centrale de statistique d'Éthiopie, le woreda compte 158 282 habitants et toute la population est rurale,,.
La majorité des habitants (86,5%) sont musulmans tandis que 13,4% sont orthodoxes.
Avec une superficie de 1 322,5 km2[réf. souhaitée], le woreda a en 2007 une densité de population de 120 personnes par km2 ce qui est dans la moyenne de la zone[réf. souhaitée].
En 2020, la population est estimée (par projection des taux de 2007) à 211 806 personnes.